# Československá basketbalová liga 1981/1982
1. basketbalová liga 1981/1982 byla v Československu nejvyšší ligovou basketbalovou soutěží mužů, v ročníku 1. ligy hrálo 10 družstev. VŠ Praha získal titul mistra Československa, Inter Bratislava skončil na 2. místě a NHKG Ostrava na 3. místě. Z ligy sestoupila dvě družstva. V lize se zachránil Baník Prievidza. Z ligy sestoupili nováček Technika Brno a spolu s ním Sparta Praha (9. místo).
Konečné pořadí:
1. VŠ Praha (mistr Československa 1982) - 2. Inter Bratislava - 3. NHKG Ostrava - 4. Zbrojovka Brno - 5. RH Pardubice - 6. Slávia VŠD Žilina - 7. Baník Prievidza - 8. Chemosvit Svit - další 2 družstva sestup z 1. ligy: 9. Sparta Praha - 10. Technika Brno

## Systém soutěže
Všech deset družstev hrálo dvoukolově každý s každým (zápasy doma - venku), každé družstvo odehrálo 18 zápasů. Po základní části se družstva rozdělila na dvě skupiny, prvních šest hrálo o titul (celkem 28 zápasů) a družstva na 7.-10. místě hrála o záchranu (celkem 24 zápasů). Bylo hráno v turnajích pořádaných prvními dvěma družstvy ve skupině po základní části.

## Konečná tabulka 1981/1982
| Poř. | Tým               | Z  | V  | P  | Skóre     | Body |
| ---- | ----------------- | -- | -- | -- | --------- | ---- |
| 1.   | VŠ Praha          | 28 | 24 | 4  | 2723:2321 | 52   |
| 2.   | Inter Bratislava  | 28 | 20 | 8  | 2605:2293 | 48   |
| 3.   | NHKG Ostrava      | 28 | 20 | 8  | 2412:2271 | 48   |
| 4.   | Zbrojovka Brno    | 28 | 17 | 11 | 2591:2530 | 45   |
| 5.   | RH Pardubice      | 28 | 11 | 17 | 2501:2605 | 39   |
| 6.   | Slávia VŠD Žilina | 28 | 9  | 19 | 2361:2515 | 37   |
|      |                   |    |    |    |           |      |
| 7.   | Baník Prievidza   | 24 | 11 | 13 | 1987:1986 | 35   |
| 8.   | Chemosvit Svit    | 24 | 11 | 13 | 1925:1957 | 35   |
| 9.   | Sparta Praha      | 24 | 9  | 15 | 2003:2087 | 33   |
| 10.  | Technika Brno     | 24 | 0  | 24 | 1796:2339 | 24   |

## Sestavy (hráči, trenéři) 1981/1982
- VŠ Praha: Gustáv Hraška, Jaroslav Skála, Vladimír Ptáček, Vlastibor Klimeš, Juraj Žuffa, Matušů, Jiří Šťastný, Bříza, Lukášik, Hanzlík, Dorazil, V. Raška, Plajner. Trenér Jaroslav Šíp)
- Internacionál Slovnaft Bratislava: Stanislav Kropilák, Vladimír Padrta, Justin Sedlák, Pavol Bojanovský, Mašura, P. Jančura, Pochabá, Kevenský, Kratochvíl, Považanec, Oleríny. Trenér Miroslav Rehák
- NHKG Ostrava: Zdeněk Böhm, Vojtěch Petr, Martin Brázda, Stanislav Votroubek, Cieslar, Rubíček, Vršecký, Pršala, Kocian, Šplíchal, Čegan. Trenér Zdeněk Hummel
- Zbrojovka Brno: Kamil Brabenec, Vlastimil Havlík, Jiří Jandák, Josef Nečas, Jiří Okáč, Josef Šťastný, Kubrický, M. Svoboda, Martin Hanáček, Jeřábek. Trenér Zdeněk Bobrovský.
- RH Pardubice: Peter Rajniak, Jaroslav Kantůrek, Miloš Kulich, Faltýnek, Zuzánek, Voltner, Kurka, Burgr, Vaněček, Doleček. Trenér Luboš Bulušek
- Slávia VŠD Žilina: Jaroslav Beránek, Jan Bobrovský, Jiří Zedníček, Jaroslav Kraus, Jozef Michalko, Josef Hájek, Kurčík, Kocúr, L. Hrnčiar, Černý, Jančura, Malčík, Trčík, Trúchlik, Rybár, Dioszegy, J. Brokeš. Trenér M. Rožánek
- Baník Prievidza: Marian Kotleba, Kristiník, Benický, Krivošík, Knob, Urban, Dolejší, Kollár, Mikuláš, Špiner, Bubeník, Šturcel, Pavlíček . Trenéři Š. Vass, Š. Košík
- Chemosvit Svit: Miloš Pažický, Majerčák, Bulla, Vilner, Míčka, Varga, T. Michalík, Novotný, Murín, Ivan, Hajduk, Koreň. Trenér M. Bryndák
- Sparta Praha: Dušan Žáček, Zdeněk Douša, Vladimír Vyoral, Lubomír Lipold, Michal Ježdík, Jiří Brůha, Lukáš Rob, Ladislav Rous, Jiří Baumruk, Pavel Volf, Martin Mandel, M. Michálek. Trenér Vladimír Mandel
- Technika Brno: Žmolík, Pich, Doležel, Sedlák, Helan, Prčík, Benža, Střípek, Procházka, Jedelský, Špok, Václavík. Trenér

## Zajímavosti
- Mistrovství Evropy v basketbale mužů 1981 se konalo v Československu v Praze. Mistrem Evropy byl Sovětský svaz, Jugoslávie na 2. místě a na 3. místě skončilo Československo, které hrálo v sestavě: Kamil Brabenec 148 bodů /9 zápasů, Jaroslav Skála 126 /9, Stanislav Kropilák 124 /9, Zdeněk Kos 94 /9, Vlastimil Havlík 64 /8, Vlastibor Klimeš 60 /9, Vojtěch Petr 41 /7, Gustáv Hraška 40 /7, Peter Rajniak 26 /6, Zdeněk Böhm 13 /4, Juraj Žuffa 13 /5, Justin Sedlák 7 /3, celkem 756 bodů v 9 zápasech (5-4). Trenér: Pavel Petera.
- VŠ Praha v Poháru evropských mistrů 1981/82 hrál 4 zápasy (1-3 347-348), skončil na 2. místě ve čtvrtfinálové skupině C: Eczacibasi SK Istanbul, Turecko (74-75, 96-89) a KK Partizan Bělehrad (97-99, 80-85).
- Inter Bratislava v Poháru vítězů pohárů 1981/82 hrál 8 zápasů (1-7 skore 684-757), 4. místo ve čtvrtfinálové skupině B (1-5 517-595): Real Madrid, Španělsko (86-111, 89-110), BS Parker Leiden, Holandsko (83-96, 83-86), Stroitel Kyjev (88-96, 80-104)
- Koračův pohár 1981/82 - Zbrojovka Brno hrála 2 zápasy (1-1, 146-163), byla vyřazena ve 2. kole od Latte Sole Fortitudo Bologna, Itálie (60-59, 86-104)
- Vítězem ankety Basketbalista roku 1981 byl Jaroslav Skála.
- „All Stars“ československé basketbalové ligy - nejlepší pětka hráčů basketbalové sezóny 1981/82: Stanislav Kropilák, Jaroslav Skála, Gustav Hraška, Vlastibor Klimeš, Zdeněk Böhm.